# Tanarthrus alutaceus
Tanarthrus alutaceus is een keversoort uit de familie snoerhalskevers (Anthicidae). De wetenschappelijke naam van de soort is voor het eerst geldig gepubliceerd in 1851 door LeConte.